# Japan Meteorological Agency

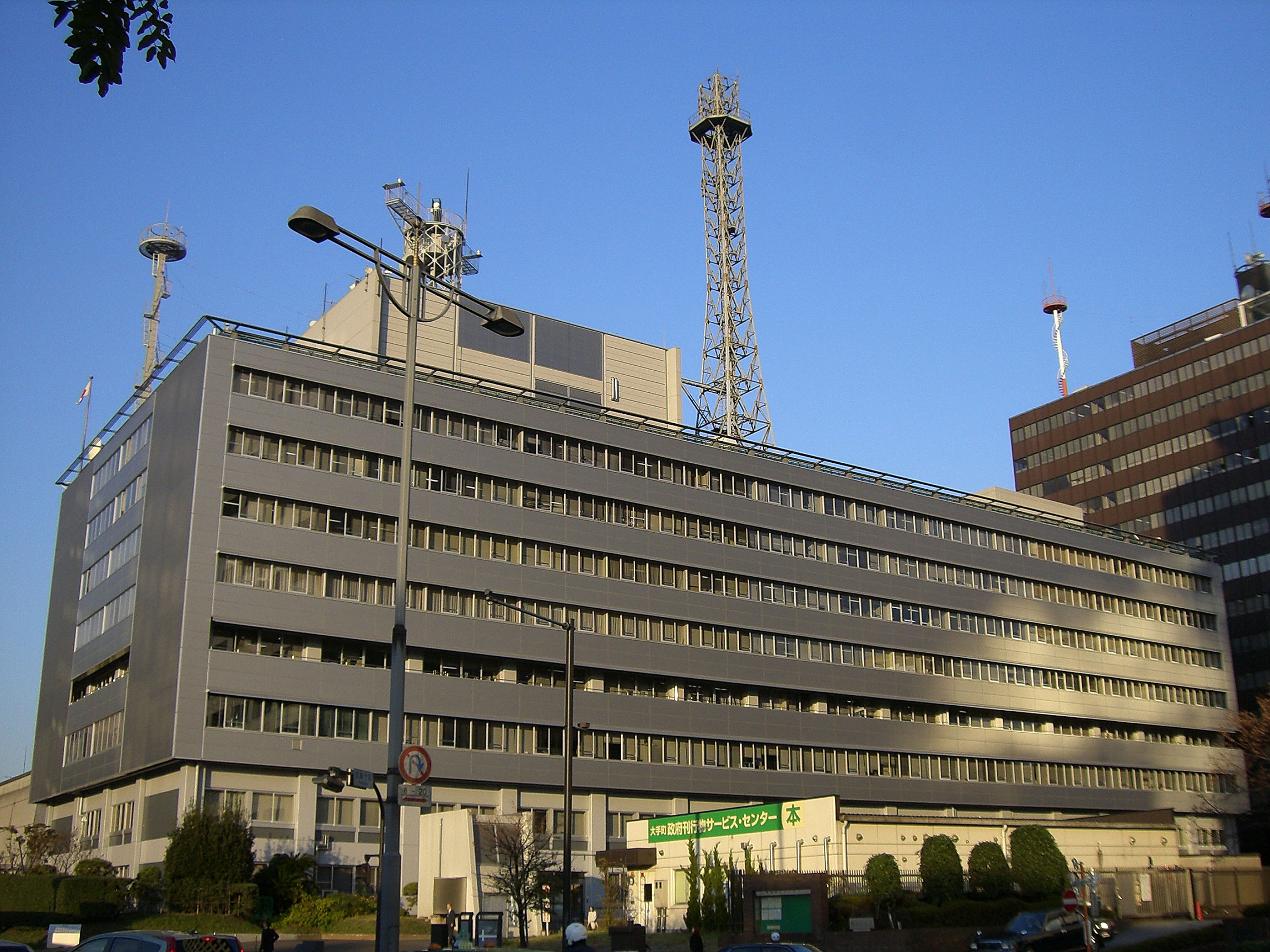
Hauptsitz der JMA in Chiyoda, Tokio

Die Japan Meteorological Agency (kurz JMA, jap. 気象庁, Kishō-chō, deutsch ‚Meteorologische Behörde‘) ist eine Regierungsbehörde, die als zentrale Stelle in Japan verantwortlich ist für die Sammlung meteorologischer Daten. Sie gibt Wetterberichte und Wettervorhersagen heraus. Die Behörde arbeitet halbautonom unter dem Ministerium für Land, Infrastruktur und Transport. Auch die Vorhersage und Frühwarnung von Erdbeben, Vulkanausbrüchen, Taifunen und Tsunamis liegt im Zuständigkeitsbereich der Meteorologischen Behörde.
Sie hat neben dem Hauptsitz im Tokioter Stadtbezirk Chiyoda fünf größere Stationen innerhalb Japans und wird von vier Meeresstationen unterstützt. Ein Netzwerk kleinerer meteorologischer Beobachtungsstationen bilden die Grundlage für das Sammeln der Wetterdaten.
Auch Wettersatelliten kommen zum Einsatz.